# Ross Archipelago
Ross Archipelago är en ögrupp i Antarktis. Den ligger i havet utanför Östantarktis. Nya Zeeland gör anspråk på området.